# Thomas Young
Thomas Young (Milverton, 13. lipnja 1773. – London, 10. svibnja 1829.), engleski fizičar, liječnik i egiptolog. Doktorirao fiziku na Sveučilištu u Göttingenu 1796. Od godine 1801 do 1804. bio je profesor na Royal Institution u Londonu. Od 1804. djelovao je kao liječnik u Londonu. Objavio je mnoge radove iz fizike, medicine, astronomije, fiziologije, geofizike i arheologije, osobito paleografije. Kritizirao je čestičnu teoriju svjetlosti i uvodio valnu teoriju. S pomoću valne teorije razjasnio je interferenciju svjetlosti. U pismu upućenom Françoisu Aragou postavio je hipotezu o transverzalnoj prirodi valova svjetlosti. Young je dao i radove s područja teorije elasticiteta, pa se prema njemu modul elastičnosti naziva Youngov modul elastičnosti. Bio je član Kraljevskog društva (eng. Royal Society) od 1794., Francuske akademije znanosti od 1827. i Kraljevske švedske akademije znanosti od 1828.

## Životopis
Young se rodio u kvekerskoj obitelji u Somersetu 1773. godine kao najstariji od desetoro djece. Već u dobi od 14 godina naučio je grčki i latinski jezik te je poznavao francuski, talijanski, arapski, sirijski, kaldejski, hebrejski, amharski, perzijski, samaritanski i turski. Započeo je studij medicine u Londonu 1792. godine, zatim je otišao u Edinburgh 1794. , a godinu kasnije u Göttingen gdje je diplomirao 1796. godine.  Sljedeće godine je pristupio na Sveučilište u Cambridgu, a istovremeno 1797. je nasljedio imetak koji mu je omogućio financijsku neovisnost.
Godine 1799. započeo je liječničku praksu u Londonu. Mnoge od svojih ranih teorijskih radova objavljivao je anonimno, kako ne bi ugrozio liječničku reputaciju. Počeo je predavati na Royal Institution 1801., a iduće godine imenovan je tajnikom Kraljevskog društva (eng. Royal Society) u Londonu, čiji je bio član od 1794. Godine 1803. napustio je mjesto predavača zbog bojazni da će mu obaveze ometati liječničku praksu. Njegova su predavanja objavljena 1807. u Course of Lectures on Natural Philosophy i sadržavala su brojne naznake njegovih kasnijih teorija. Young je postao liječnik u St. George's Hospital 1811. a tri godine kasnije sudjelovao je u radu odbora koji je razmatrao opasnosti povezane s plinifikacijom Londona.
Nekoliko godina prije smrti počeo se baviti idejom životnog osiguranja, a uz druga zaduženja i počasti, bio je izabran za jednoga od osam stranih suradnika Francuske akademije znanosti (1811.). Umro je 10.svibnja 1829. u Londonu u dobi od 56 godina.

## Istraživanja i teorije
U djelu Skice i ekperimenti u vezi sa s zvukom i svjetlošću kritizira korpuskularnu teoriju svjetlosti i uvodi valnu teoriju. S pomoću valne teorije razjasnio je interferenciju svjetlosti. U pismu upućenom francuskom fizičaru Françoisu Aragou postavlja hipotezu o tranverzalnoj prirodi valova svjetlosti. Dao je radove s područja teorije elasticiteta, pa se prema njemu modul elastičnosti naziva Youngov modul elastičnosti. Young se bavio istraživanjem vida i teorije boja, i smatra ga se utemeljiteljem fizikalne optike. Godine 1793. objasnio je način na koji se oko prilagođava na različite udaljenosti ovisno o promjeni zakrivljenosti leće. Godine 1801. prvi je objasnio astigmatizam. Predstavio je hipotezu koja objašnjava percepciju boja, odnosno da ovisi o tri vrste živčanih vlakana u mrežnici, koja reagiraju na crvenu, zelenu i ljubičastu svjetlost. Teoriju je kasnije razvio Hermann von Helmholtz (Young-Helmholtzova teorija), eksperimentalno je dokazana 1959.

### Youngov modul elastičnosti
Youngov modul elastičnosti (znak E) je fizikalna veličina koja opisuje koliko se izduljena elastična tijela skraćuju ili produljuju pod djelovanjem sile ovisno o materijalu od kojega su načinjena; omjer je naprezanja pod djelovanjem vlačne sile i relativne promjene duljine (deformacija):
{\displaystyle E={\frac {\sigma }{\varepsilon }}={\frac {F}{A}}\cdot {\frac {\Delta L}{L_{0}}}}
gdje je: σ - naprezanje, ε - linearna elastična deformacija, F - vlačna sila, A - ploština početnoga poprečnog presjeka, ΔL - promjena duljine, L0 - početna duljina. Mjerna je jedinica Paskal (Pa). Što je manji modul elastičnosti, uz isto naprezanje, veća je deformacija tijela (Hookeov zakon).

### Interferencija valova
Interferencija valova je međudjelovanje dvaju ili više valova (redovito jednake valne duljine) koji istodobno prolaze kroz isti prostor. Zbiva se kod svih valova (elastičnih, elektromagnetskih, valova na vodi) i općenito kod svih periodičkih gibanja. Amplituda rezultantnoga vala može biti veća ili manja od amplituda pojedinih izvornih valova, što ovisi o odnosu među njihovim fazama. Na primjer dva interferirajuća vala jednake valne duljine, amplitude i faze pojačavaju se, a ako su jedan prema drugom u fazi pomaknuti za polovicu valne duljine, njihovo se djelovanje poništava. Interferencija se može zapaziti samo ako u svakoj točki prostora u kojem se šire interferirajući valovi postoji stalna razlika u fazi među tim valovima (uvjet koherentnosti), jer se time osigurava stalni prostorni raspored minimuma i maksimuma rezultantnoga vala (interferencijska slika). Newtonovi kolobari i pruge interferencije primjeri su interferencijskih slika nastalih slaganjem koherentnih snopova svjetlosti. Budući da razmaci među minimumima i maksimumima interferencijske slike ovise o valnoj duljini interferirajućih valova, moguće je, mjereći te razmake, odrediti valnu duljinu; obrnuto, kada se poznaje valna duljina, mogu se odrediti i razmaci (interferometar).

## Jezici
U njegovom članku Jezici kojega je napisao za Encyclopædiju Britannicu, Young je usporedio gramatiku i vokabular 400 jezika.
U drugom radu iz 1813. uveo je pojam  Indoeuropski jezici, 165 godina nakon prijedloga nizozemskog jezikoslovaca Marcusa Zueriusa van Boxhorna (1647.).

### Egipatski hijeroglifi
Young je također radio na dešifriranju egipatskih hijeroglifa, što ga svrstava među pionire egiptologije. Svoj rad temeljio je na postavkama Silvestre de Sacija i Šveđanina Akerblada, koji je postavio demotski alfabet od 29 slova, pogrešno vjerujući da je demotski isključivo fonetski (alfabetski). Do godine 1814. Young je u potpunosti preveo demotski tekst kamena iz Rozete, koristeći listu od 86 demotskih riječi. Young je potom proučavao hijeroglifski alfabet, no pogrešno je vjerovao da se radi o jednostavnom prijevodu, nije uočio da se radi o parafraziranom tekstu. Godine 1823. objavio je Account of the Recent Discoveries in Hieroglyphic Literature and Egyptian Antiquities, a neki od Youngovih zaključaka pojavili su se u znamenitom članku Egipat kojega je napisao za Encyclopædiju Britannicu 1818. Kad je francuski jezikoslovac Jean-François Champollion objavio svoj prijevod hijeroglifa, Young ga je pozdravio ali je ustvrdio da je Champollionov sustav baziran na njegovim člancima. No Champollion je to odbacio i nije bio voljan pripisati zasluge Youngu. U narednom razdoblju, u skladu s političkim tenzijama, Velika Britanija podupirala je Younga a Francuzi Champolliona. Premda je Champollionovo razumijevanje gramatike egipatskog pisma ukazivalo na pogreške vidljive i kod Younga, ustrajao je u tvrdnji da je sam dešifrirao hijeroglife. No nakon 1826., kad je Champollion postao kustos Louvra, ponudio je Youngu pristup demotskim rukopisima.

## Ostavština
Kasniji stručnjaci i znanstvenici cijenili su Youngov rad čak i kad su ga poznavali samo prema postignućima na njihovom području. Njegov suvremenik Sir John Herschel nazvao ga je originalnim genijem. Albert Einstein ukazao mu je počast 1931. u predgovoru Newtonove Optike. Među znanstvenicima koji su mu se divili bili su fizičari, dobitnici Nobelove nagrade Lord Rayleigh (1904.) i Philip Warren Anderson (1977.).